# Friedrich Franz Kosegarten
Friedrich Franz Kosegarten (Pseudonyme: Julius Florello und Justus Jucundus Jocosus; * 1. November 1772 in Grevesmühlen; † 19. Dezember 1849 in Reval) war ein deutscher Theologe, Pädagoge und Schriftsteller.

## Leben
Friedrich Franz Kosegarten war der jüngste Sohn des Pastors Bernhard Christian Kosegarten (1722–1803). Seine Mutter Anna Christiane, geb. Stiegenhaus, († 1979) war die zweite Ehefrau des Vaters. Der Philosoph, Jurist und Lyriker Christian Kosegarten (1770–1821) war sein Bruder, die Pastoren Johann Joachim Kosegarten (1751–1823) und Ludwig Gotthard Kosegarten (1758–1818) waren seine Halbbrüder.
Friedrich Franz erhielt Privatunterricht bei seinem Vater und besuchte dann die Lateinschule in Wolgast, dessen Rektor sein Halbbruder Ludwig Gotthard seit Sommer 1785 war. Danach studierte er von 1791 bis 1794 in Rostock und danach noch ein Jahr in Greifswald Theologie. Dann wurde er Hauslehrer bei Johann Friedrich Boldt auf Schloss Vietgest.
1802 heiratete er Friederike Schröder, die Tochter eines Ratschirurgen aus Lübeck. Er wurde Lehrer am Hezelschen Lehr- und Erziehungsinstitut in Dorpat und wurde 1803 an der Universität Erfurt zum Dr. phil. promoviert. 1804 lebte Kosegarten in Hamburg und gab hier die Wochenschrift Iris heraus. Von 1805 bis 1814 war er Lehrer an der Kreisschule in Wenden, danach Oberlehrer am Gouvernements-Gymnasium in Reval. Außerdem war Kosegarten Inhaber des Comptoirs für Literatur und Kunst in Reval. 1837 wurde er als Hofrat in den Ruhestand verabschiedet.

## Schriften (Auswahl)
- Die Geburtstagsfeier, einer musterhaften Mutter zu Ehren. Berlin 1797 (Digitalisat)
- Die Character-Probleme oder Waldhütte und Ringe. Gotha 1800
- Die Amts-Jubelfeier des Herrn B. Ch. Kosegarten, ersten Predigers zu Grevesmühlen nebst einer Skizze seines Lebens: mit dem Bild des Jubelgreises. Wismar 1801
- Darstellung des Französisch-Russischen Vernichtungskrieges im Jahre 1812. St. Petersburg 1814 (Digitalisat)
- Rede über das Licht der Wahrheit in der Jugendbildung, zur dritten Sekular-Feier der Reformation am 19./31. Oktober 1817 im Kaiserlichen Gouvernements-Gymnasio zu Reval. Reval
- Ansichten über Studium, Plan und Darstellung der allgemeinen Kirchengeschichte, nebst einigen Worten über die Decretalen des Pseudo-Isidors, die Bulle: in coeno Domini, über Symbolik und Mystik. Reval 1824 (Digitalisat)